# Cucullia retectina
Cucullia retectina är en fjärilsart som beskrevs av Ronkay 1987. Cucullia retectina ingår i släktet Cucullia och familjen nattflyn. Inga underarter finns listade i Catalogue of Life.